# Sint Janskerk (Gouda)

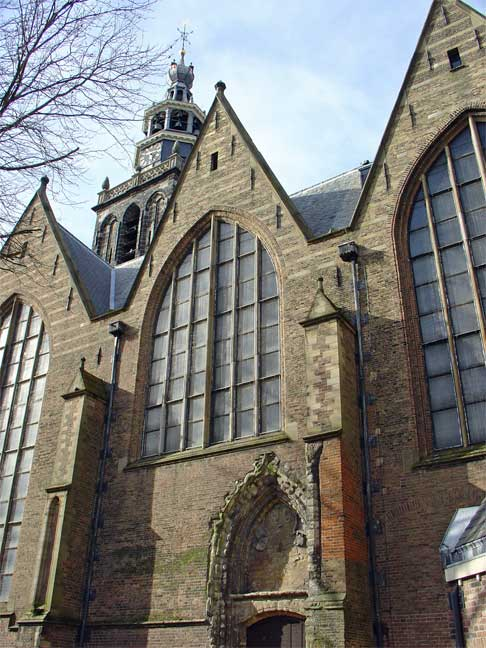
Sint Janskerk mit Turm von Süden gesehen

Die Sint Janskerk (deutsch Sankt-Johannes-Kirche) im niederländischen Gouda ist eine gotische, fünfschiffige Kreuzbasilika, die Johannes dem Täufer, dem Schutzpatron Goudas, gewidmet ist.
Die Kirche ist mit 123 m Länge die längste Kirche der Niederlande. Das westliche Drittel ist überwiegend aus Backstein errichtet, die östlichen zwei Drittel überwiegend aus Tuffstein in Ziegelgröße. Verzierungen und viele Fensterfassungen sind aus Werkstein. Die Sint Janskerk ist vor allem für ihre Goudaer Glasfenster (niederländisch: de Goudse glazen) bekannt. Hier sollen sich noch etwa die Hälfte aller Glasfenster aus dem 16. Jahrhundert befinden, die in den Niederlanden erhalten geblieben sind. Die wohl bekanntesten, niederländischen Glasmaler ihrer Zeit Dirck Crabeth und sein 15 Jahre jüngerer Bruder Wouter Crabeth schufen zwischen 1555 und 1577 zehn bzw. vier der Glasfenster.

## Geschichte

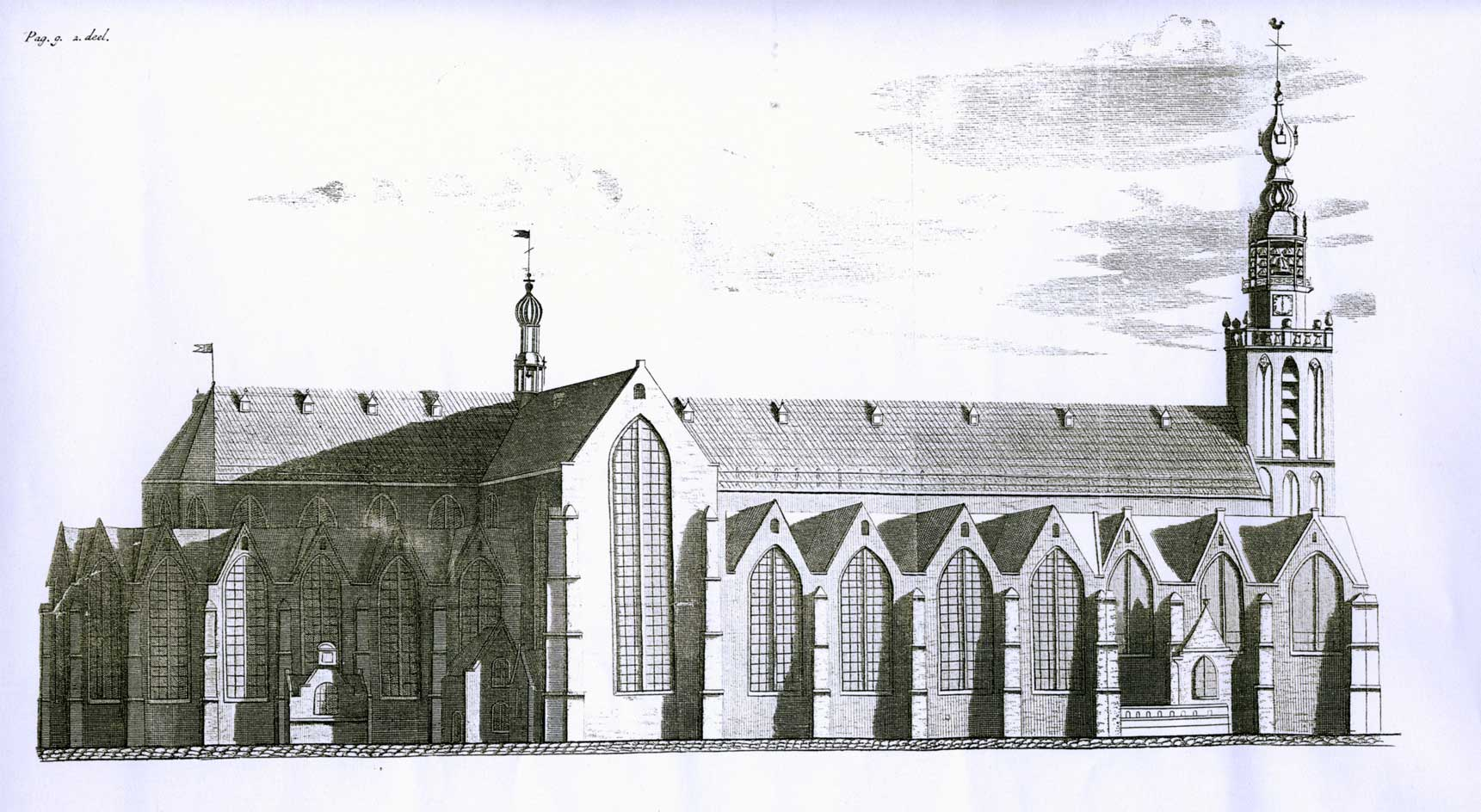
Ansicht der Sint Janskerk von Norden, von 1714

Über einen Vorgängerbau aus dem Jahre 1280 ist nur wenig bekannt. Nachdem die Kirche bereits 1361 bei einem Brand stark beschädigt worden war, war sie im Jahre 1438 durch einen Stadtbrand erneut zerstört worden. 1485 wurde mit dem Wiederaufbau begonnen. Als erstes wurde der Chor gebaut, der 1510 eingeweiht wurde. Im Jahre 1552 wurde der Kirchturm durch einen Blitz getroffen und die Kirche abermals in Mitleidenschaft gezogen. 1555 wurde das erste Glasfenster (Nr. 15, siehe Übersicht) eingesetzt, welches von Dirck Crabeth geschaffen wurde. In den folgenden 20 Jahren wurden rund zwei Dutzend weiterer Glasfenster hergestellt und eingesetzt. Von Dirck Crabeth (um 1505–1574) und seiner Werkstatt wurden in dieser Zeit zehn Glasfenster (Nummer: 6, 7, 14–16, 18, 22, 24, 30 und 31 siehe Tabelle) geschaffen. Weitere vier Fenster (Nr.: 5, 8, 12 und 23) sind seinem Bruder Wouter (1520–1589) zuzuschreiben. Im Jahre 1573 wurde die Kirche protestantisch. Es wurden unter anderem viele der 45 Altäre entfernt, die Glasfenster blieben aber größtenteils unberührt. In den Jahren zwischen 1590 und 1593 wurde das Mittelschiff höher gebaut, wodurch die Kirche die Form einer Kreuzbasilika bekam. Die Kirche wurde zuletzt in den Jahren 1964 bis 1980 restauriert.

## Gebäude und Ausstattung

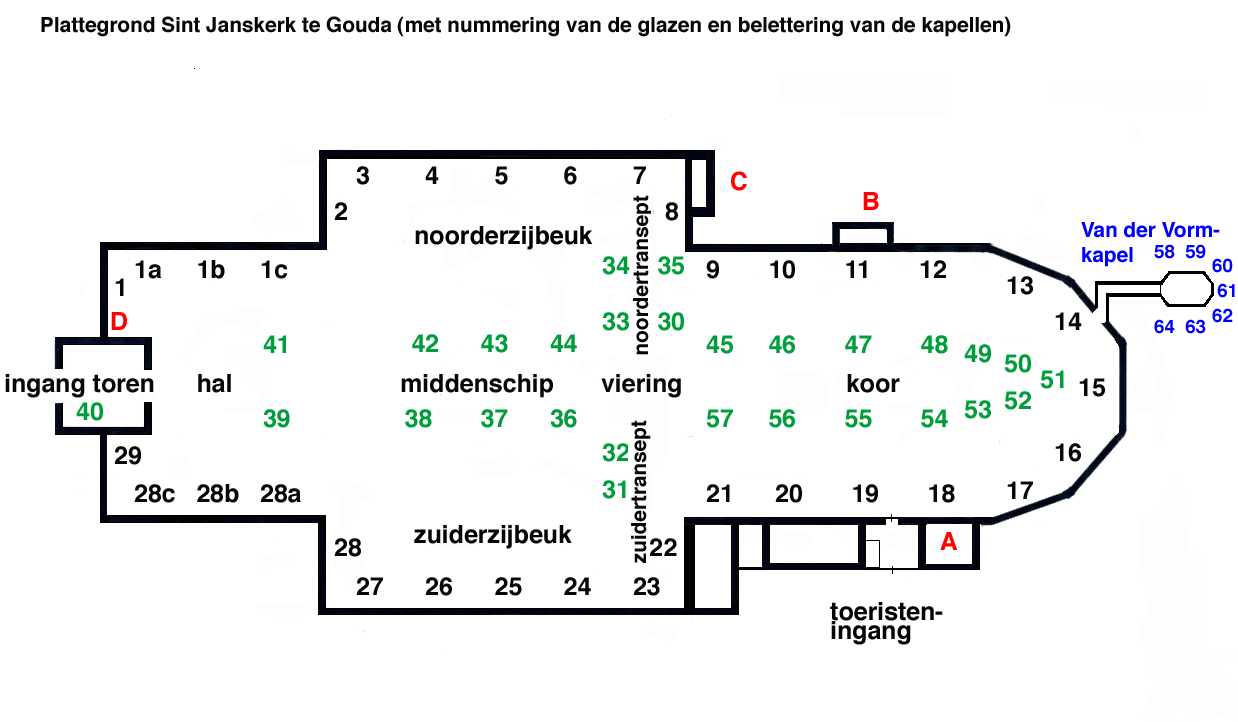
Grundriss der Sint Janskerk in Gouda, die Nummern geben die Glasfenster an

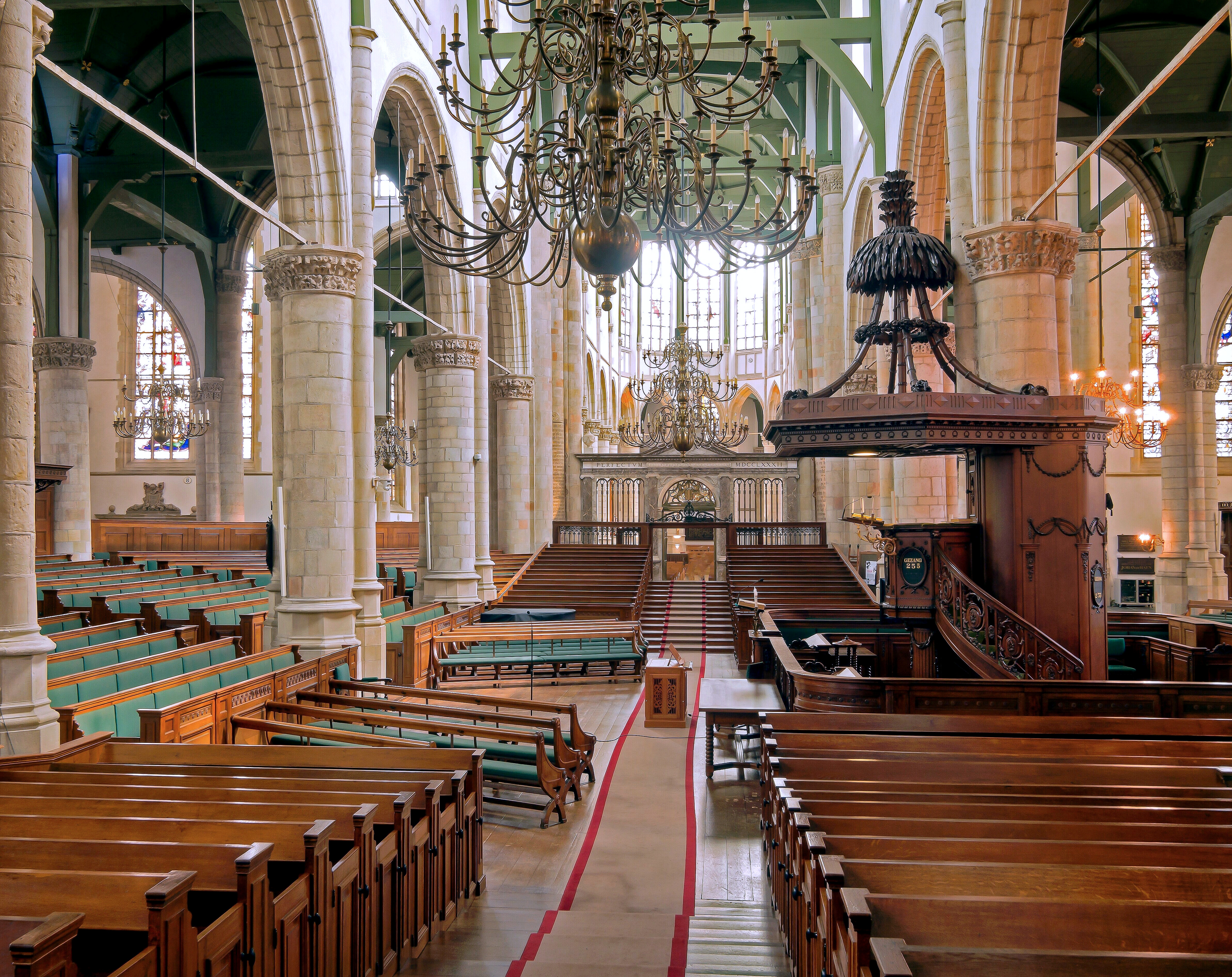
Innenraum, Blick zum Chor

Die Kirche ist mit 123 m Länge die längste Kirche der Niederlande und eine der größten Kirchen in Europa. Die Kirche ist im Querschiff etwa 53 Meter breit und hat eine innere Höhe von 25 Meter. Die Basilika ist vom Grundriss her fünfschiffig, im westlichen Teil des Langhauses und im Chor dreischiffig. Die Decke des Kirchenraums besteht aus hölzernen Spitztonnen. So hat man, wie bei vielen gotischen Kirchen in Holland, wegen des weichen Baugundes das Gebäudegewicht gering gehalten. Die Deckung der äußeren Seitenschiffe besteht aus Quertonnen, die an die Längstonnen der inneren Seitenschiffe anschließen. Dem entsprechen auch die Dächer über den Seitenschiffen. Dabei hängen die Dächer der inneren Seitenschiffe nicht als Schleppdächer an den Hochschiffswänden, sondern haben eigene Dachfirste und zum Hochschiff bzw. Hochchor hin eine zweite Traufe.
An Innenausstattung bekam die Kirche 1782 das Chorgitter und 1810 den Predigerstuhl und das Taufgitter. 1853 wurden die Bänke in der Form aufgestellt, in der man sie heute noch vorfindet.
In der Kirche befinden sich viele Grabplatten und mindestens fünf Kapellen
(siehe Grundriss):
- A. Die Van Beverningh-Kapelle - Südlich vom Chor.
- B. Die Cool-Kapelle - Nördlich des Chores unter Glasfenster 11.
- C. Die Grabkapelle van W. Meurs - In der Nähe von Glasfenster 8.
- D. Das Grabgewölbe Van der Dussen - In der Nähe von Glasfenster 1.
- -- Die Van der Vorm-Kapelle - Zugang unter Glasfenster 14.

Im Glockenturm befindet sich ein Glockenspiel, welches zum Teil aus der Glockengießerei Petrus Hermony stammt.

## Goudaer Glasfenster
Zur Nummerierung der Glasfenster siehe den Grundriss oben. Quellen:
| Nr.        | Bild | Titel / Anmerkungen | Jahr der Entstehung              | Stifter | Entwurf                                                           | Glasmaler |
| ---------- | ---- | --- | -------------------------------- | --- | ----------------------------------------------------------------- | --- |
| 1          |      | Die Gewissensfreiheit | um 1595–1600                     | Die Stände von Holland | Joachim Wtewael (Utrecht)                                         | Adriaen Gerritsz. de Vrije (Gouda)                                                                                            |
| 1a         |      | Mosaikfenster | um 1934–1936                     | |                                                                   | Atelier 't Prinsenhof' zu Delft                                                                                               |
| 1b         |      | Mosaikfenster | um 1934–1936                     | |                                                                   | Atelier 't Prinsenhof' zu Delft                                                                                               |
| 1c         |      | Mosaikfenster | um 1934–1936                     | |                                                                   | Atelier 't Prinsenhof' zu Delft                                                                                               |
| 2          |      | Die Eroberung von Damiette (Dumjat/Ägypten) | 1596                             | Stadt Haarlem | Willem Thybaut (Haarlem)                                          | Willem Thybaut (Haarlem) |
| 3          |      | Die Jungfrau von Dordrecht | 1596                             | Stadt Dordrecht | ?Gerrit Gerritsz. Cuyp (Dordrecht)                                | Gerrit Gerritsz. Cuyp (Dordrecht)                                                                                             |
| 4          |      | Die Wappen der Deichhauptleute vom Rijnland, in der Provinz Holland | 1594                             | Die Deichhauptmannschaft vom Rijnland | (unbekannter Meister)                                             | Adriaen Gerritsz. de Vrije (Gouda)                                                                                            |
| 5          |      | Die Königin von Scheba besucht Salomo | 1561                             | Elburga von Boetzelaer, Äbtissin von Rijnsburg | Wouter Crabeth (Gouda)                                            | Wouter Crabeth (Gouda) |
| 6          |      | Judith enthauptet Holofernes | 1571                             | Jean de Ligne, Graf von Aremberg und Gattin Margaretha van der Marck                                                                                   | Dirck Crabeth (Gouda)                                             | Dirck Crabeth (Gouda) |
| 7          |      | Das letzte Abendmahl | 1557                             | Philipp II., König von Spanien und Graf von Holland, und Mary Tudor, Königin von England                                                               | Dirck Crabeth (Gouda)                                             | Dirck Crabeth (Gouda) |
| 8 (oben)   |      | Die Bestrafung des Tempelräubers Heliodoros | 1566                             | Erich, Herzog von Braunschweig und Lüneburg, Freiherr von Liesveld, Herr von Woerden                                                                   | Wouter Crabeth (Gouda)                                            | Wouter Crabeth (Gouda) |
| 8 (unten)  |      | Stifterbild Erichs | 1566                             | Erich, Herzog von Braunschweig und Lüneburg, Freiherr von Liesveld, Herr von Woerden                                                                   | Wouter Crabeth (Gouda)                                            | Wouter Crabeth (Gouda) |
| 8a         |      | Mosaikfenster in der Meurs-Kapelle (Dieses Glasfenster wurde aus Glasscherben zusammengestellt, die bei vorigen Restaurierungen übrig geblieben sind)                                                     | 1989                             | |                                                                   | H.A. van Dolder-de Wit, Atelier Bogtman (Haarlem)                                                                             |
| 9          |      | Die Ankündigung der Geburt Johannes des Täufers | 1561                             | Dirck Cornelisz. van Hensbeek und Verwandte (Gouda) | Lambert van Noort (Antwerpen)                                     | Digman Meynaert (Antwerpen)                                                                                                   |
| 10         |      | Die Ankündigung der Geburt Christi | 1655 (1559)                      | des ursprünglichen Fensters (1559): Theodorus Spierinck van Well, Abt des Norbertinerklosters zu Berne bei Heusden                                     | 1559: Lambert van Noort (Antwerpen), 1655: Daniel Tomberg (Gouda) | 1559: ?Digman Meynaert (Antwerpen), 1655: Albert Merinck (aus dem Osten der Niederlande?)                                     |
| 11 (oben)  |      | Die Geburt Johannes des Täufers | 1562                             | Erben von Herman Lethmaet, Dechant der Maria-Kirche Utrecht und Generalvikar des Bischofs von Utrecht                                                  | Lambert van Noort (Antwerpen)                                     | Digman Meynaert und Hans Scrivers (Antwerpen)                                                                                 |
| 11 (unten) |      | Stifterbild mit Johannes dem Täufer und Maria mit Jesuskind | 1562                             | Erben von Herman Lethmaet, Dechant der Maria-Kirche Utrecht und Generalvikar des Bischofs von Utrecht                                                  | Lambert van Noort (Antwerpen)                                     | Digman Meynaert und Hans Scrivers (Antwerpen)                                                                                 |
| 11a        |      | Wappenfenster in der Cool-Kapelle | 1687                             | |                                                                   | ?Albert Merinck (Antwerpen)                                                                                                   |
| 12         |      | Die Geburt Jesu | 1564                             | Das Kapitel des alten Münsters zu Utrecht, auch Salvatorkapitel genannt                                                                                | Wouter Crabeth (Gouda)                                            | Wouter Crabeth (Gouda) |
| 13 (oben)  |      | Der zwölfjährige Jesus im Tempel | 1559–1561                        | Petrus van Suyren, Abt des Norbertinerklosters Marienwaard bei Beesd                                                                                   | Lambert van Noort (Antwerpen)                                     | Digman Meynaert und Hans Scrivers (Antwerpen)                                                                                 |
| 13 (unten) |      | Der Stifter Peter van Suyren betend vor seinem Namenspatron, dem Apostel Petrus, und der Muttergottes mit dem Jesuskind                                                                                   | 1559–1561                        | Petrus van Suyren, Abt des Norbertinerklosters Marienwaard bei Beesd                                                                                   | Lambert van Noort (Antwerpen)                                     | Digman Meynaert und Hans Scrivers (Antwerpen)                                                                                 |
| 14         |      | Predigt Johannes des Täufers | 1562                             | Robert van Bergen, Propst des alten Münsters zu Utrecht und Bischof von Lüttich                                                                        |                                                                   | Dirck Crabeth (Gouda) |
| 15 (oben)  |      | Jesus wird von Johannes im Jordan getauft | 1555                             | Georg van Egmont, Bischof von Utrecht |                                                                   | Dirck Crabeth (Gouda) |
| 15 (unten) |      | Der Stifter Georg von Egmont, Bischof von Utrecht | 1555                             | Georg van Egmont, Bischof von Utrecht |                                                                   | Dirck Crabeth (Gouda) |
| 16         |      | Die erste Predigt Jesu | 1556                             | Cornelis van Mierop, Propst des alten Münsters zu Utrecht                                                                                              |                                                                   | Dirck Crabeth (Gouda) |
| 17         |      | Johannes der Täufer bestraft Herodes | 1556                             | Wouter van Bylaer, Kommandeur des Johanniterordens zu Utrecht                                                                                          | (siehe Glasmaler)                                                 | (unbekannter Meister aus Antwerpen)                                                                                           |
| 18         |      | Die Frage, die man Jesus stellte, im Namen Johannes des Täufers | 1556                             | Die Nachkommen von Gerrit Heye Gerritsz., seine Frau Margriet Hendricksdr., Frederick Adriaensz. und dessen Tochter Gerborch                           |                                                                   | Dirck Crabeth (Gouda) |
| 19         |      | Die Enthauptung Johannes des Täufers | 1570                             | Hendrik van Zwolle, Kommandeur des Johanniterordens zu Haarlem                                                                                         | Willem Thybaut (Haarlem)                                          | Willem Thybaut (Haarlem) |
| 20         |      | Mosaikfenster (aus alten Glasscherben zusammengesetzt, die von Instandsetzungen herrühren) | 1933                             | |                                                                   | Dipl.-Ing. Jan Schouten |
| 21         |      | Mosaikfenster (aus alten Glasscherben zusammengesetzt, die von Instandsetzungen herrühren) | 1933                             | |                                                                   | Dipl.-Ing. Jan Schouten |
| 22         |      | Die Tempelreinigung | 1567 und 1657                    | Prinz Wilhelm von Oranien und seine zweite Frau Anna von Sachsen                                                                                       | Dirck Crabeth (Gouda)                                             | 1567: Dirck Crabeth (Gouda), 1657: unterer Teil: Daniel Tomberg (Gouda)                                                       |
| 23         |      | Das Opfer des Elias (Oben) Die Fusswaschung (Mitte) | 1562                             | Herzogin Margarethe von Parma, Statthalterin der Niederlande im Namen ihres Halbbruders Philipp II.                                                    | Wouter Crabeth (Gouda)                                            | Wouter Crabeth (Gouda) |
| 24         |      | Philippus, predigend, heilend, taufend | 1559                             | Graf Philipp de Ligne, Herr von Wassenaar | ein Mitarbeiter von Dirck Crabeth (Gouda)                         | Dirck Crabeth (Gouda) |
| 25         |      | Die Befreiung von Leiden | 1603                             | Stadt Delft | Ysaac Claesz. Swanenburg (Leiden)                                 | Dirck Verheyden (Delft), Dirck Reijniersz. van Douwe (Delft)                                                                  |
| 26         |      | Die Befreiung von Samaria | 1601                             | Stadt Leiden | Ysaac Claesz. Swanenburg (Leiden)                                 | Cornelis Cornelisz. Clock (Leiden)                                                                                            |
| 27         |      | Der Pharisäer und der Zöllner | 1597                             | Stadt Amsterdam | Hendrick de Keyser (Amsterdam)                                    | ?Cornelis Ysbrandsz. Kussens (Amsterdam)                                                                                      |
| 28         |      | Jesus und die Ehebrecherin | 1601                             | Stadt Rotterdam | ?Claes Jansz. Wytmans (Rotterdam)                                 | Claes Jansz. Wytmans, Frans Adriaensz., David Fransz. (alle Rotterdam)                                                        |
| 28a        |      | Das Befreiungsfenster | 1947                             | Einwohner der Stadt Gouda und Freunde der Stiftung Goudaer Glasgemäldefenster                                                                          | Charles Eyck (Valkenburg)                                         | Charles Eyck (Valkenburg) zusammen mit Atelier Flos (Tegelen)                                                                 |
| 28b        |      | Gedächtnisfenster - Restauration Schouten | 1935                             | | D. Boode (Delft)                                                  | L.J. Knoll (Delft) und Atelier 't Prinsenhof' zu Delft                                                                        |
| 28c        |      | Der Wiederaufbau des Tempels | 1920                             | Diejenigen, die von 1901 bis 1920 zur Restauration beigetragen haben                                                                                   | H. Veldhuis (Delft)                                               | L.J. Knoll (Delft) und Atelier 't Prinsenhof' zu Delft                                                                        |
| 29         |      | König David und der christliche Ritter | 1595–1600                        | Die Städte aus dem nördlichen Bezirk Hollands | ?Adriaen Gerritsz. de Vrije (Gouda)                               | Adriaen Gerritsz. de Vrije (Gouda)                                                                                            |
| 30         |      | Jona und der Walfisch | vor 1565                         | Zunft der Fischverkäufer aus Gouda | Dirck Crabeth (Gouda)                                             | Dirck Crabeth (Gouda) |
| 31         |      | Bileam und die sprechende Eselin | vor 1572                         | Zunft der Fleischer aus Gouda | ?Ateliermitarbeiter von Dirck Crabeth (Gouda)                     | ?Ateliermitarbeiter von Dirck Crabeth (Gouda)                                                                                 |
| 32–44      |      | Stadtwappen von Gouda | 1593–1594                        | Stadt Gouda |                                                                   | Jacob Cornelisz. Kaen, Jasper Gielisz. und Cornelis Leunisz. (alle Gouda), Glasfenster 40: Adriaen Gerritsz. de Vrije (Gouda) |
| 45         |      | Apostel Matthäus | um 1530–1540                     | (unbekannter Stifter) |                                                                   | anonymer Meister |
| 46         |      | Apostel Jakobus Minor | um 1530–1540                     | (unbekannter Stifter) |                                                                   | anonymer Meister |
| 47         |      | Apostel Thomas (eigentlich Philippus) | um 1530–1540                     | (unbekannter Stifter) |                                                                   | anonymer Meister |
| 48         |      | Apostel Philippus (eigentlich Thomas) | um 1530–1540, 1552–1571 erneuert | (unbekannter Stifter) | ?Dirck Crabeth (Gouda)                                            | 1552–1571: Atelier Dirck Crabeth (Gouda)                                                                                      |
| 49         |      | Apostel Johannes | um 1530–1540                     | (unbekannter Stifter) |                                                                   | anonymer Meister |
| 50         |      | Apostel Petrus | um 1530–1540                     | (unbekannter Stifter) |                                                                   | anonymer Meister |
| 51         |      | Christus als Erlöser der Welt | um 1530–1540, 1552–1571 erneuert | (unbekannter Stifter) | ?Dirck Crabeth (Gouda)                                            | 1552–1571: Atelier Dirck Crabeth (Gouda)                                                                                      |
| 52         |      | Apostel Andreas | um 1530–1540, 1552–1571 erneuert | (unbekannter Stifter) | ?Dirck Crabeth (Gouda)                                            | 1552–1571: Atelier Dirck Crabeth (Gouda)                                                                                      |
| 53         |      | Apostel Jakobus Maior | um 1530–1540, 1921–1924 erneuert | (unbekannter Stifter) |                                                                   | 1921–1924: Atelier 't Prinsenhof' zu Delft                                                                                    |
| 54         |      | Apostel Thaddäus | um 1530–1540, 1921–1924 erneuert | (unbekannter Stifter) |                                                                   | 1921–1924: Atelier 't Prinsenhof' zu Delft                                                                                    |
| 55         |      | Apostel Bartholomäus | um 1530–1540,                    | (unbekannter Stifter) |                                                                   | anonymer Meister |
| 56         |      | Apostel Simon | um 1530–1540, 1921–1924 erneuert | (unbekannter Stifter) |                                                                   | 1921–1924: Atelier 't Prinsenhof' zu Delft                                                                                    |
| 57         |      | Apostel Matthias | um 1530–1540, 1921–1924 erneuert | (unbekannter Stifter) |                                                                   | 1921–1924: Atelier 't Prinsenhof' zu Delft                                                                                    |
| 58 (oben)  |      | Die Gefangennahme Christi (Die Glasfenster 58 bis 64 stammen ursprünglich aus der Kirche des Regulierenklosters (Stein bei Haastrecht) und wurden 1581 in der Sint Janskerk eingesetzt.)                  | 1556                             | Jan Gerritsz. Heye und Frau Lucia Pauw mit Sohn (?) und Tochter (?)                                                                                    |                                                                   | Atelier Dirck Crabeth (Gouda)                                                                                                 |
| 58 (unten) |      | Der Stifter Jan Gerritsz. Heye mit Familie (Die Glasfenster 58 bis 64 stammen ursprünglich aus der Kirche des Regulierenklosters (Stein bei Haastrecht) und wurden 1581 in der Sint Janskerk eingesetzt.) | 1556                             | Jan Gerritsz. Heye und Frau Lucia Pauw mit Sohn (?) und Tochter (?)                                                                                    |                                                                   | Atelier Dirck Crabeth (Gouda)                                                                                                 |
| 59 (oben)  |      | Die Dornenkrönung | 1556                             | Dirck Cornelisz. van Reynegom, Verwalter der Zollschranke des Grafen von Holland, Philipp II., und seine Frau Aechte Jansdr., mit Sohn und Tochter (?) |                                                                   | Atelier Dirck Crabeth (Gouda)                                                                                                 |
| 59 (unten) |      | Der Stifter Dirck Cornelisz. van Reynegom mit Familie | 1556                             | Dirck Cornelisz. van Reynegom, Verwalter der Zollschranke des Grafen von Holland, Philipp II., und seine Frau Aechte Jansdr., mit Sohn und Tochter (?) |                                                                   | Atelier Dirck Crabeth (Gouda)                                                                                                 |
| 60 (oben)  |      | Pilatus zeigt Jesus dem Volk (Ecce homo) | 1556                             | Nicolaas Ruysch, Domherr und Schatzmeister des alten Münsters zu Utrecht                                                                               |                                                                   | Atelier Dirck Crabeth (Gouda)                                                                                                 |
| 60 (unten) |      | Der Stifter Nicolaas Ruysch | 1556                             | Nicolaas Ruysch, Domherr und Schatzmeister des alten Münsters zu Utrecht                                                                               |                                                                   | Atelier Dirck Crabeth (Gouda)                                                                                                 |
| 61 (oben)  |      | Die Kreuztragung | 1559                             | Nicolaas van Nieuwland, Weihbischof, Dechant von Sankt Marien zu Utrecht und Propst von der Sankt Bavo-Kirche zu Haarlem                               |                                                                   | Atelier Dirck Crabeth (Gouda)                                                                                                 |
| 61 (unten) |      | Der Stifter Nicolaas van Nieuwland | 1559                             | Nicolaas van Nieuwland, Weihbischof, Dechant von Sankt Marien zu Utrecht und Propst von der Sankt Bavo-Kirche zu Haarlem                               |                                                                   | Atelier Dirck Crabeth (Gouda)                                                                                                 |
| 62         |      | Die Auferstehung | 1557                             | Robert Jansz., der zehnte Prior des Klosters der Heiligen Margriet zu Gouda                                                                            |                                                                   | Atelier Dirck Crabeth (Gouda)                                                                                                 |
| 63         |      | Die Himmelfahrt | 1557                             | Willem Jacobsz., Obrist des Klosters der Heiligen Maria zu Gouda                                                                                       |                                                                   | Atelier Dirck Crabeth (Gouda)                                                                                                 |
| 64 (oben)  |      | Die Ausgiessung des heiligen Geistes | 1557                             | Thomas Hermansz., Obrist des Klosters Marienpoel zu Leiden                                                                                             |                                                                   | Atelier Dirck Crabeth (Gouda)                                                                                                 |
| 64 (unten) |      | Der Stifter Thomas Hermansz | 1557                             | Thomas Hermansz., Obrist des Klosters Marienpoel zu Leiden                                                                                             |                                                                   | Atelier Dirck Crabeth (Gouda)                                                                                                 |

## Orgel

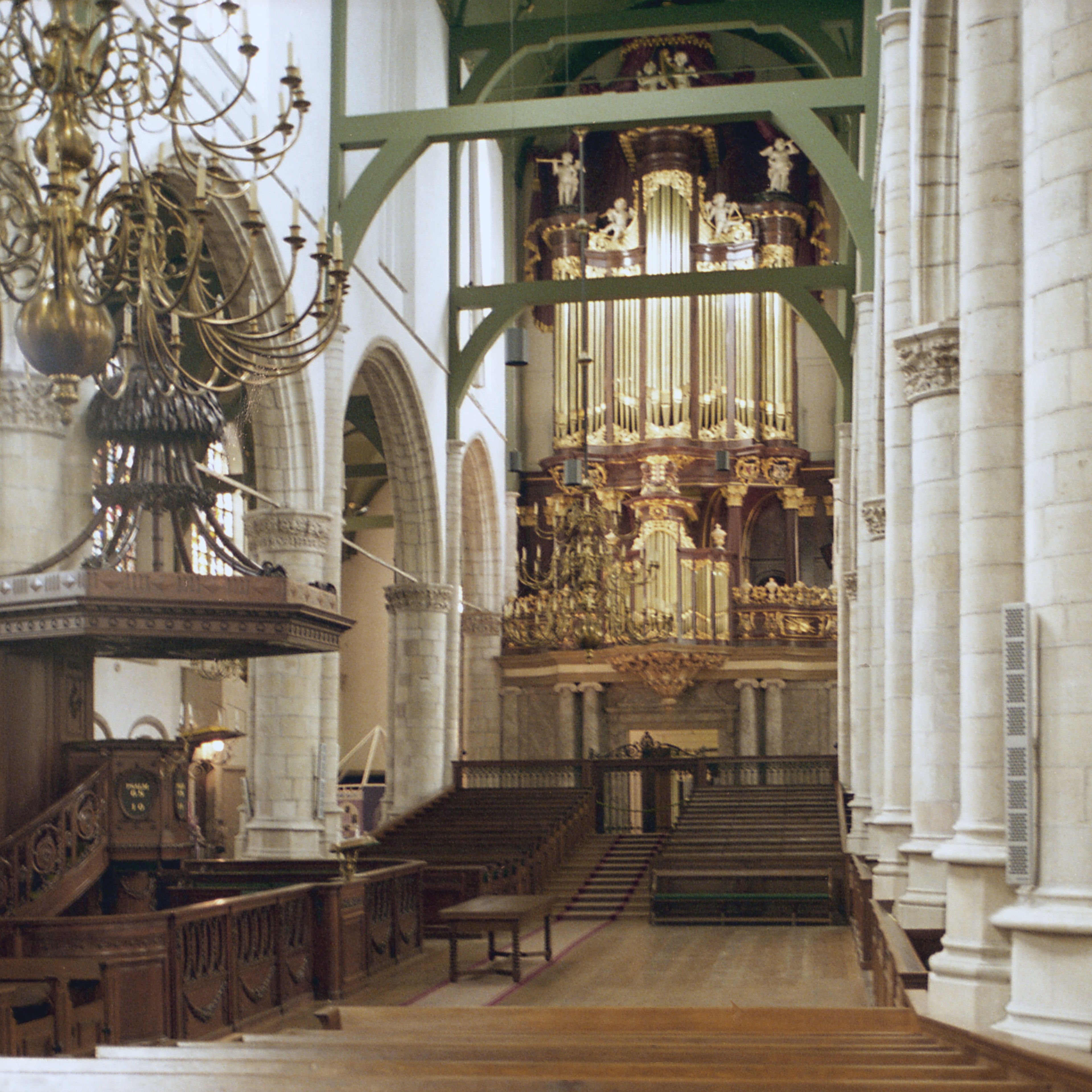
Blick auf den Orgelprospekt mit Rückpositiv

Die Kirche besitzt zwei Orgeln. Im Chorraum, an der Nordseite der Chorabtrennung, befindet sich ein kleines Instrument, das 1975 von den Orgelbauern Leeflang und Keyzer hergestellt wurde. Auf der Westempore befindet sich eine große Barockorgel, die 1732–1736 von dem Orgelbauer Jean François Moreau (Rotterdam) gebaut wurde. Das Instrument hat 53 Register auf drei Manualen und Pedal.
| Hauptwerk C–d3 |     |
| Prestant       | 16′ |
| Prestant       | 8′  |
| Holpijp        | 8′  |
| Quint          | 6′  |
| Octaaf         | 4′  |
| Open Fluit     | 4′  |
| Superoctaaf    | 2′  |
| Mixtuur V-VI   |     |
| Cornet V       |     |
| Tertiaan II    |     |
| Trompet        | 16′ |
| Trompet        | 8′  |
| Schalmei       | 4′  |

| Oberwerk C–d3   |       |
| Prestant        | 8′    |
| Echo Holpijp    | 8′    |
| Salicionaal     | 8′    |
| Viola di Gamba  | 8′    |
| Quintadeen      | 8′    |
| Octaaf          | 4′    |
| Echo Fluit      | 4′    |
| Nasard          | 2 ⁄3′ |
| Nachthoorn      | 2′    |
| Flageolet       | 1′    |
| Mixtuur IV      |       |
| Sexquialter III |       |
| Echo Trompet    | 8′    |
| Vox Humana      | 8′    |
| Tremulant       |       |

| Rückpositiv C–d3 |     |
| Bourdon          | 16′ |
| Prestant         | 8′  |
| Holpijp          | 8′  |
| Fluit Travers    | 8′  |
| Octaaf           | 4′  |
| Gedekte Fluit    | 4′  |
| Quint            | 3′  |
| Octaaf           | 2′  |
| Woudfluit        | 2′  |
| Mixtuur Vi       |     |
| Scherp VI        |     |
| Cornet VI        |     |
| Sexquialter II   |     |
| Trompet          | 8′  |
| Dulciaan         | 8′  |
| Tremulant        |     |

| Pedalwerk C–e1 |     |
| Prestant       | 16′ |
| Subbas         | 16′ |
| Prestant       | 8′  |
| Wijdgedekt     | 8′  |
| Octaaf         | 4′  |
| Holfluit       | 2′  |
| Mixtuur VI     |     |
| Bazuin         | 16′ |
| Trompet        | 8′  |
| Clairon        | 4′  |
| Cornet         | 2′  |

Da die Kirche eine hervorragende Akustik besitzt, finden hier regelmäßig Orgelkonzerte und andere musikalische Darbietungen statt.